# Pantògraf
|  | Per a altres significats sobre el pantògraf ferroviari, vegeu «Pantògraf (ferrocarril)». |

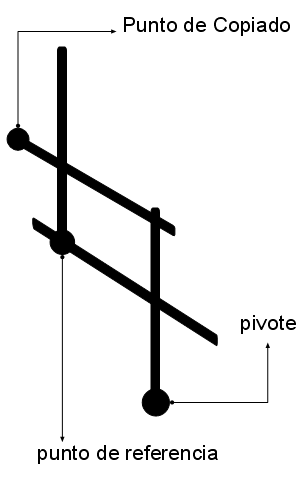
Pantògraf estàndard: pivots estacionaris i no estacionaris.

Un  pantògraf  (de les arrels gregues παντ, tot, i γραφ, dibuix, imatge) és un mecanisme articulat basat en les propietats dels paral·lelograms; aquest instrument disposa d'unes varetes connectades de tal manera que es poden moure respecte d'un punt fix (pivot).

## Invenció
La seva teoria es descriu en els principis de Descartes sobre els paral·lelograms i va ser ideat el 1603 pel sacerdot jesuïta germànic Christoph Scheiner, té aplicacions en diversos camps de la mecànica, en mecanismes com ara el pantògraf de ferrocarril, el gat hidràulic, el pantògraf d'oxitall, o com a instrument de dibuix.

## Pantògraf de dibuix

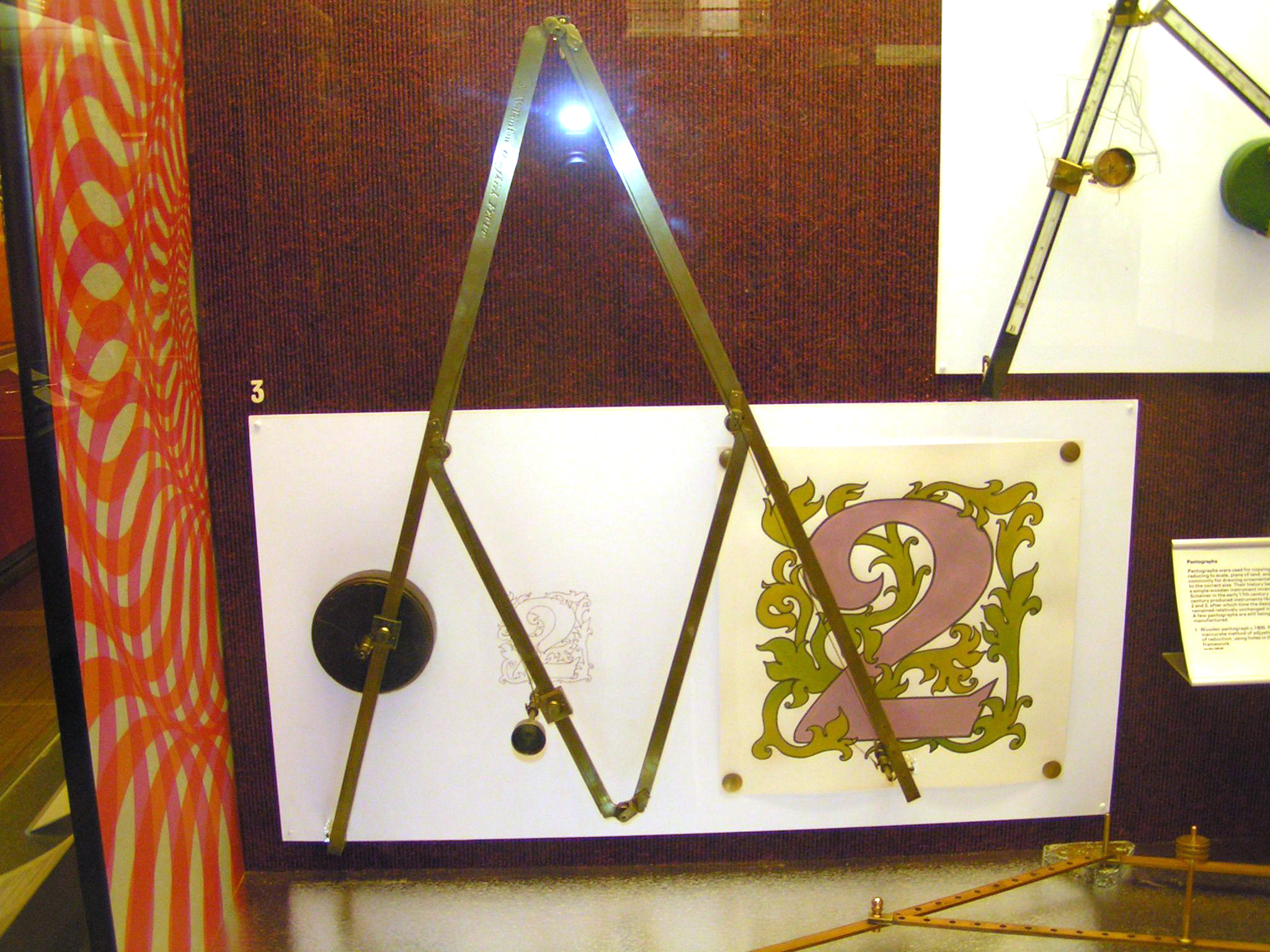
Antic pantògraf de dibuix.

El  pantògraf de dibuix  és un aparell de dibuix el principi del qual és utilitzar una imatge guia per a efectes d'ampliar-la, generalment usat en el dibuix de plànols, consta d'un pivot i un encreuament de pals de fusta o metall. És la base de la pantografia.
El pantògraf, com a instrument de dibuix, permet copiar una figura o reproduir-la a una escala diferent. Per aconseguir dibuixos a diferent escala es varia la distància entre els punts d'articulació (ròtules), conservant sempre la condició de paral·lelisme entre les varetes, dues a dues.
L'aparell es basa en els principis del pantògraf i consisteix en un paral·lelogram articulat que serveix per dibuixar una figura homotètica a una usada de referència. Aquest té com a finalitat l'ampliació d'un dibuix o geometria.
Per dibuixar, es fixa el pivot, i es desplaça el punt de referència sobre el dibuix original, un llapis situat en el punt de copiar reprodueix la imatge a una escala més gran, que ve determinada per la relació de distàncies P-PR i P-PC.
Canviant el punt de referència pel punt de copiat es reprodueix la imatge a una escala menor.